# Pesto (Buio Pesto)
Pesto è un album in studio del gruppo musicale italiano Buio Pesto, pubblicato il 24 giugno 2010.

## Descrizione
Il disco contiene quasi tutte canzoni inedite, e alcune cover cantate come sempre in genovese.
Contiene due duetti dei Buio Pesto, uno con Povia ed uno con Marco Masini.

## Tracce
CD 1
1. Abelinou - 3:36
2. Pesto - 3:46
3. A gh'a 'na fia sulla base di I Gotta Feeling dei Black Eyed Peas - 4:52
4. Misci 3:28
5. Che cu 4:46
6. Son turna chi Scio mego 2 4:32
7. Fanni come t'eu sulla base di Despre Tine degli O-Zone - 3:33
8. Unn-a parolla 3:20
9. Trinca trinca trinca sulla base di Another Irish Drinking Song degli Da Vinci's Notebook con Les Violinik 4:00
10. Luca o l'ea gay sulla base di Luca era gay di e con Povia 4:10
11. Donna a-o volante sulla base di L'uomo volante di e con Marco Masini 3:52
12. Malamussanò sulla base di Malamorenò di Arisa 3:00
13. Sciaccæla sulla base di She Wolf di Shakira 3:07
14. Comm'a l'è ch'a l'è 3:00
15. Megio che ninte 2:38
16. Bolisso 2:57
17. De Badda 2:50
18. O mercou 2:17
19. Bonna neutte baccan sulla base di Buonasera dottore di Mina 4:00
20. A canson storta 2:55
21. O jazz 2:20

CD 2
1. A-a Reversa drita 3:24
2. Ancon 4:05 con Cancilla
3. Odo de Zena con Max Parodi 4:01
4. Black & White sulla base di Black or White di Michael Jackson 3:20
5. Doppo pranso a Marrakech sulla base di Pomeriggio a Marrakech de I Trilli con I Trilli 2:45
6. Guære Spasiali sulla base di Star Wars Theme di John Williams 3:45
7. Bechata 2:44
8. Mamma anche mi veuggio a galante sulla base di Mamma mi ci vuole la fidanzata di Natalino Otto (con l'Orchestra Filarmonica di Sampierdarena)  3:00
9. Liguria 235 6:10
10. ...Belinate  - traccia fantasma 4:44

## Formazione
- Massimo Morini – voce e tastiera
- Davide Ageno – chitarra e voce
- Nino Cancilla – basso e voce
- Danilo Straulino – batteria
- Federica Saba – voce
- Gianni Casella – voce
- Massimo Bosso – testi e voce
- Maurizio Borzone - violino, tastiere e chitarra